# Kanamori Tokujirō
Kanamori Tokujirō (金森 徳次郎 Kim Sâm Đức Thứ Lang, ngày 17 tháng 3 năm 1886 – ngày 16 tháng 6 năm 1959) là một chính trị gia người Nhật. Ông được coi là một nhân vật quan trọng trong việc thực thi Hiến pháp Nhật Bản thời hậu chiến.

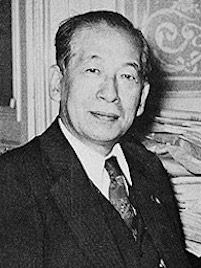
Ảnh chụp Kanamori Tokujirō

Kanamori sinh năm 1886 tại tỉnh Aichi. Ông tốt nghiệp ngành Luật ở Đại học Tokyo năm 1912 và bắt đầu vào làm việc cho Bộ Tài chính. Năm 1924, ông được bổ nhiệm làm Giám đốc Văn phòng Pháp chế Nội các mới (người đầu tiên giữ chức vụ này) rồi sau ông trở thành Tổng Giám đốc của Văn phòng này một thập kỷ về sau. Thế nhưng, ông bị áp lực buộc phải từ chức chỉ hai năm sau, do đồng cảm với luận thuyết "Thiên hoàng là một cơ quan nhà nước" do Minobe Tatsukichi đề xuất. Dù vậy, ông vẫn là một học giả hiến pháp được đồng nghiệp kính trọng, từng xuất bản một số cuốn sách viết về Hiến pháp Minh Trị. Ông còn được Irie Toshio hỏi ý kiến về cách thức diễn đạt của hiến pháp mới.
Việc Kanamori được bầu vào Chúng nghị viện năm 1946 đánh dấu sự khởi đầu trở lại chính trường của ông. Ông được các nghị sĩ bầu làm Bộ trưởng Bộ Ngoại giao trong nội các đầu tiên của Shigeru Yoshida, và trong cương vị này, ông đã đưa ra lập trường mạnh mẽ ủng hộ bản hiến pháp mới thời hậu chiến. Trong 114 ngày tranh luận, Kanamori đã trả lời hơn một nghìn câu hỏi, với những câu trả lời rộng lớn kéo dài tới một tiếng rưỡi. Sau khi thực hiện bộ luật mới, Kanamori đã giúp thành lập nên nhóm Kenpō Fukyū Kai (Hội Phổ cập Hiến pháp) vào tháng 12 năm 1946, và xuất bản các cuốn sách và đặc điểm để phổ biến nhận thức về bộ luật mới trong toàn dân.
Năm 1948, ông trở thành thủ thư đầu tiên của Thư viện Quốc hội, một chức vụ mà ông vẫn giữ cho đến khi qua đời vào năm 1959.